# Alemania Federal en la Copa Mundial de Fútbol de 1986
La Selección de fútbol de Alemania Federal clasificó al mundial del 86 de una forma fácil, ya que quedó en primer lugar del grupo 2 en el cual también estaban Portugal, Checoslovaquia, Suecia y Malta.
En el sorteo de la Copa Mundial de Fútbol de 1986 a la selección teutona le tocó liderar el grupo E en donde se encontraban Dinamarca, Uruguay y Escocia, como Alemania Federal era líder del grupo le tocaría jugar todos sus encuentros en el Estadio Corregidora de la ciudad de Querétaro, la selección Alemana grabó una canción titulada "méxico mi amor"

## Clasificación

### Grupo 2
| Equipo           | Pts | PJ | PG | PE | PP | GF | GC | Dif |
| ---------------- | --- | -- | -- | -- | -- | -- | -- | --- |
| Alemania Federal | 12  | 8  | 5  | 2  | 1  | 22 | 9  | 13  |
| Portugal         | 10  | 8  | 5  | 0  | 3  | 12 | 10 | 2   |
| Suecia           | 9   | 8  | 4  | 1  | 3  | 14 | 9  | 5   |
| Checoslovaquia   | 8   | 8  | 3  | 2  | 3  | 11 | 12 | -1  |
| Malta            | 1   | 8  | 0  | 1  | 7  | 6  | 25 | -19 |

| Fecha                    | Lugar       |                  |                           | Resultado |                           |                  |
| ------------------------ | ----------- | ---------------- | ------------------------- | --------- | ------------------------- | ---------------- |
| 17 de octubre de 1984    | Colonia     | Alemania Federal | Bandera de Alemania       | 2:0 (0:0) | Bandera de Suecia         | Suecia           |
| 16 de diciembre de 1984  | Ta' Qali    | Malta            | Bandera de Malta          | 2:3 (1:1) | Bandera de Alemania       | Alemania Federal |
| 24 de febrero de 1985    | Lisboa      | Portugal         | Bandera de Portugal       | 1:2 (0:2) | Bandera de Alemania       | Alemania Federal |
| 27 de marzo de 1985      | Saarbrücken | Alemania Federal | Bandera de Alemania       | 6:0 (5:0) | Bandera de Malta          | Malta            |
| 30 de abril de 1985      | Praga       | Checoslovaquia   | Bandera de Checoslovaquia | 1:5 (0:4) | Bandera de Alemania       | Alemania Federal |
| 25 de septiembre de 1985 | Solna       | Suecia           | Bandera de Suecia         | 2:2 (0:2) | Bandera de Alemania       | Alemania Federal |
| 16 de octubre de 1985    | Stuttgart   | Alemania Federal | Bandera de Alemania       | 0:1 (0:0) | Bandera de Portugal       | Portugal         |
| 17 de noviembre de 1985  | Múnich      | Alemania Federal | Bandera de Alemania       | 2:2 (1:0) | Bandera de Checoslovaquia | Checoslovaquia   |

## Participación

### Grupo E
| Equipo           | Pts | PJ | PG | PE | PP | GF | GC | Dif |
| ---------------- | --- | -- | -- | -- | -- | -- | -- | --- |
| Dinamarca        | 6   | 3  | 3  | 0  | 0  | 9  | 1  | 8   |
| Alemania Federal | 3   | 3  | 1  | 1  | 1  | 3  | 4  | -1  |
| Uruguay          | 2   | 3  | 0  | 2  | 1  | 2  | 7  | -5  |
| Escocia          | 1   | 3  | 0  | 1  | 2  | 1  | 3  | -2  |

| 4 de junio de 1986, 12:00 | Uruguay      | 1:1 (1:0) | Alemania Federal | Estadio Corregidora, Querétaro                               |                                                              |
|                           | Alzamendi 4' | Reporte   | Allofs 84'       | Asistencia: 30 500 espectadores Árbitro(s): Vojtech Christov | Asistencia: 30 500 espectadores Árbitro(s): Vojtech Christov |

| 8 de junio de 1986, 12:00 | Alemania Federal        | 2:1 (1:1) | Escocia      | Estadio Corregidora, Querétaro                        |                                                       |
|                           | Völler 22' · Allofs 50' | Reporte   | Strachan 18' | Asistencia: 30 000 espectadores Árbitro(s): Ioan Igna | Asistencia: 30 000 espectadores Árbitro(s): Ioan Igna |

| 13 de junio de 1986, 12:00 | Dinamarca                      | 2:0 (1:0) | Alemania Federal | Estadio Corregidora, Querétaro                            |                                                           |
|                            | Olsen 43' (pen.) · Eriksen 62' | Reporte   |                  | Asistencia: 36 000 espectadores Árbitro(s): Alexis Ponnet | Asistencia: 36 000 espectadores Árbitro(s): Alexis Ponnet |

### Octavos de final
| 17 de junio de 1986, 16:00 | Marruecos | 0:1 (0:0) | Alemania Federal | Estadio Universitario, Monterrey                           |                                                            |
|                            |           | Reporte   | Matthäus 88'     | Asistencia: 19 800 espectadores Árbitro(s): Zoran Petrovic | Asistencia: 19 800 espectadores Árbitro(s): Zoran Petrovic |

### Cuartos de final
| 21 de junio de 1986, 16:00                               | Alemania Federal                        | 0:0 (t. s.)(4:1 p.)        | México                      | Estadio Universitario, Monterrey                                |                                                                 |
|                                                          |                                         | Reporte                    |                             | Asistencia: 41 700 espectadores Árbitro(s): Jesús Díaz Palacios | Asistencia: 41 700 espectadores Árbitro(s): Jesús Díaz Palacios |
|                                                          |                                         | Tiros desde el punto penal |                             |                                                                 |                                                                 |
|                                                          | Allofs · Brehme · Matthäus · Littbarski |                            | Negrete · Quirarte · Servín |                                                                 |                                                                 |
| Primer partido de la Segunda Fase que termina sin goles. |                                         |                            |                             |                                                                 |                                                                 |

### Semifinales
| 25 de junio de 1986, 12:00 | Francia | 0:2 (0:1) | Alemania Federal       | Estadio Jalisco, Guadalajara                              |                                                           |
|                            |         | Reporte   | Brehme 9' · Völler 90' | Asistencia: 45 000 espectadores Árbitro(s): Luigi Agnolin | Asistencia: 45 000 espectadores Árbitro(s): Luigi Agnolin |

### Final
| 29 de junio de 1986, 12:00 | Argentina                                | 3:2 (1:0) | Alemania Federal            | Estadio Azteca, Ciudad de México                                  |                                                                   |
|                            | Brown 23' · Valdano 56' · Burruchaga 84' | Reporte   | Rummenigge 74' · Völler 81' | Asistencia: 114 600 espectadores Árbitro(s): Romualdo Arppi Filho | Asistencia: 114 600 espectadores Árbitro(s): Romualdo Arppi Filho |

## Estadísticas
| Equipo | Equipo           | Pts | PJ | PG | PE | PP | GF | GC | Dif | Rend  |
| ------ | ---------------- | --- | -- | -- | -- | -- | -- | -- | --- | ----- |
| 1      | Argentina        | 13  | 7  | 6  | 1  | 0  | 14 | 5  | +9  | 90,5% |
| 2      | Alemania Federal | 8   | 7  | 3  | 2  | 2  | 8  | 7  | +1  | 57,1% |
| 3      | Francia          | 10  | 7  | 4  | 2  | 1  | 12 | 6  | +6  | 71,4% |